# Jonas Lauenstein
Jonas Kim Lauenstein (* 1987 in Berlin) ist ein deutscher Schauspieler.

## Leben
Jonas Lauenstein ist der Enkel der Schauspielerin und Synchronsprecherin Tilly Lauenstein. Er wuchs in seiner Geburtsstadt Berlin auf.
Von 2008 bis 2011 absolvierte er sein Schauspielstudium am Europäischen Theaterinstitut Berlin (ETI). Erste Theaterrollen spielte er auf der dortigen Studiobühne. Im Juli 2010 trat er bei der „Theaterkapelle Friedrichshain“ als Moritz Stiefel in Frühlings Erwachen auf. Nach dem Abschluss seiner Ausbildung erhielt er 2011 sein erstes Engagement am Deutsch-Sorbischen Volkstheater in Bautzen, an dem er bis 2014 festes Ensemblemitglied war. Dort spielte er unter anderem Clyde in Clyde und Bonnie (2011), den Studenten Carl Wertheimer in Die Mittagsfrau (2013) und den Don Carlos (2014). Er trat dort in einigen Inszenierungen (Der Steppenwolf) weiterhin als Gast auf. Von 2014 bis 2017 spielte er dort immer wieder die Titelrolle in Tschick. Im Mai 2014 gewann Lauenstein den Förderpreis des 8. Sächsischen Theatertreffens in Leipzig. Ab Herbst 2014 trat er beim Jungen Staatstheater Berlin auf, so in der Bühnenfassung Tigermilch (2014) nach dem gleichnamigen Romandebüt von Stefanie de Velasco, weiters in der Titelrolle des Kinderstücks Moritz in der Litfaßsäule (2016) und als Tempelherr in Nathan der Weise (2015–2017).
Gelegentlich stand Lauenstein auch für Film und Fernsehen vor der Kamera. Im Oktober/November 2016 übernahm er in der RTL-Fernsehserie Gute Zeiten, schlechte Zeiten die Rolle des Kai S., der die Identität der Serienhauptfigur Philip Höfer (Jörn Schlönvoigt) stiehlt und damit Drogengeschäfte abwickelt. Im März 2018 war Lauenstein in der ZDF-Serie Notruf Hafenkante in einer Episodennebenrolle als Jura-Repetitor, der in die Jura-Studentin Lea Storm (Laura Maria Heid) verliebt ist, zu sehen. In dem Märchenfilm Die Galoschen des Glücks (2018) spielte Lauenstein die männliche Hauptrolle, den Küchenjungen Johann, der sich als Prinz ausgibt. In der 16. Staffel der ZDF-Serie SOKO Wismar (2019) hatte Lauenstein eine Episodenhauptrolle als Verlobter einer jungen Ärztin, der für den Tod von deren Vater verantwortlich ist.
Lauenstein wirkte auch in Werbespots für Jägermeister und Payback mit und arbeitet als Synchronsprecher. Er lebt in Berlin.

## Filmografie (Auswahl)
- 2015: Strafraum (Kurzfilm)
- 2016, 2021: Gute Zeiten, schlechte Zeiten (Fernsehserie, Serienrollen)
- 2018: Notruf Hafenkante: Sugardaddy (Fernsehserie, eine Folge)
- 2018: Die Galoschen des Glücks (Fernsehfilm)
- 2019: SOKO Wismar: Der Strandpirat (Fernsehserie, eine Folge)
- 2024: Großstadtrevier: Hamburger Delikatessen (Fernsehserie)
- 2024: Dünentod – Falsches Spiel

## Synchronisation
- 2019: Die Eiskönigin II – Jason Ritter als Ryder
- 2021–2023: Shadow and Bone – Legenden der Grisha – Archie Renaux als Malyen Oretsev
- 2021: Hawkeye – Clayton English als Grills
- 2022: Andor (Fernsehserie)  – Alex Lawther als Karis Nemik